# فيل جود
فيل جود (بالإنجليزية: Phil Judd)‏ هو مغني وكاتب أغاني ورسام نيوزيلندي، ولد في 20 مارس 1953.

## وصلات خارجية
- الموقع الرسمي
- فيل جود على موقع IMDb (الإنجليزية)
- فيل جود على موقع ميوزك برينز (الإنجليزية)
- فيل جود على موقع أول موفي (الإنجليزية)
- فيل جود على موقع قاعدة بيانات الأفلام السويدية (السويدية)
- فيل جود على موقع أول ميوزيك (الإنجليزية)
- فيل جود على موقع ديسكوغز (الإنجليزية)
- فيل جود على موقع قاعدة بيانات الفيلم (الإنجليزية)
- فيل جود على موقع كينوبويسك (الروسية)